# سرویا د لس گاریگز
سرویا د لس گاریگز (به اسپانیایی: Cerviá) یک منطقهٔ مسکونی در اسپانیا است که در گاریگوس واقع شده‌است. سرویا د لس گاریگز ۳۴٫۲ کیلومتر مربع مساحت دارد ۴۴۴ متر بالاتر از سطح دریا واقع شده‌است.